# Biniam Mehary
Biniam Mehary (20 dicembre 2006) è un mezzofondista etiope.

## Palmarès
| Anno | Manifestazione  | Sede     | Evento       | Risultato | Prestazione | Note |
| ---- | --------------- | -------- | ------------ | --------- | ----------- | ---- |
| 2024 | Mondiali indoor | Glasgow  | 1500 m piani | 9º        | 3'40"00     |      |
| 2024 | Giochi olimpici | Parigi   | 5000 m piani | 5º        | 13'15"88    |      |
| 2025 | Mondiali indoor | Nanchino | 3000 m piani | 9º        | 7'49"18     |      |

## Altre competizioni internazionali
2023
- Oro alla Annual Charity Run ( Al Khobar), 5 km - 13'04"

2024
- Argento alla Shanghai Diamond League ( Suzhou), 5000 m piani - 12'56"37
- 4º agli Ethiopian Trials by Nerja ( Nerja), 10000 m piani - 26'37"93
- Argento alla ORLEN Copernicus Cup ( Toruń), 1500 m piani indoor - 3'34"83

2025
- Oro al Prefontaine Classic ( Eugene), 10000 m piani - 26'43"82
- Argento al Meeting Hauts-de-France Pas-de-Calais Trophée EDF ( Liévin), 3000 m piani indoor - 7'29"99
- Argento ai Bislett Games ( Oslo), 5000 m piani - 12'45"93